# Fritz Neuser
Friedrich „Fritz“ Neuser (* 14. April 1932 in Nürnberg) ist ein ehemaliger deutscher Radrennfahrer und Motorsportler sowie Autohändler.
Fritz Neuser, dessen Vater im Zweiten Weltkrieg gefallen war, begann im Alter von 15 Jahren mit dem Radsport. Während seiner Lehre zum Radiotechniker meldete er sich beim Nürnberger Verein RC Herpersdorf an. Bei deutschen Jugendmeisterschaften wurde er sowohl auf der Bahn wie auch auf der Straße Vierter. In den folgenden Jahren errang er insgesamt elf deutsche Meistertitel: 1951 als Straßenfahrer mit der Mannschaft seines Vereins das 100-Kilometer-Mannschaftszeitfahren, danach als Bahnfahrer 1952 und 1953 mit Franz Knößlsdorfer, 1954 und 1955 mit Werner Löw, jeweils im Tandemrennen, sowie 1954 in der Einer- und fünf Titel in der Mannschaftsverfolgung. 1950 startete er bei den Bahnradsport-Weltmeisterschaften in der Einerverfolgung. 1956 startete er, nachdem er sich in den innerdeutschen Olympiaausscheidungen durchgesetzt hatte, gemeinsam mit Günther Ziegler bei den Olympischen Sommerspielen in Melbourne in im Tandemrennen. Nachdem das Duo die erste Runde gegen die Silbermedaillengewinner von 1952 aus Südafrika, Tommy Shardelow und Raymond Robinson, verloren hatte, stürzte es im Hoffnungslauf schwer, und beide Fahrer mussten ins Krankenhaus eingeliefert werden. 1957 beendete Neuser seine Radsportlaufbahn, die er ausnahmslos als Amateur betrieben hatte, nach 337 Siegen in 420 nationalen und internationalen Rennen.
Für seine sportlichen Erfolge erhielt er am 12. Januar 1952 das Silberne Lorbeerblatt.
Neuser nahm zunächst eine Tätigkeit als Autoverkäufer auf. Schon nach einem Jahr war er Deutschlands erfolgreichster Verkäufer des Goggomobils. 1962 gründete er ein eigenes Autohaus. Zudem fuhr er selbst Autorennen: 68 Berg- und Rundstreckenrennen, von denen er 52 gewann. Auch hatte er einen eigenen Rennstall, die Scuderia Autohaus-Neuser Nürnberg. Von 1979 bis 2003 war er einer der renommiertesten deutschen Ferrari-Händler. Seit 2005 hat sich Fritz Neuser auf den Handel mit Auto-Klassikern spezialisiert und hat selbst eine Sammlung dieser Wagen.